# 格洛熱內灣
62°52′36″S 62°19′26″W / 62.87667°S 62.32389°W

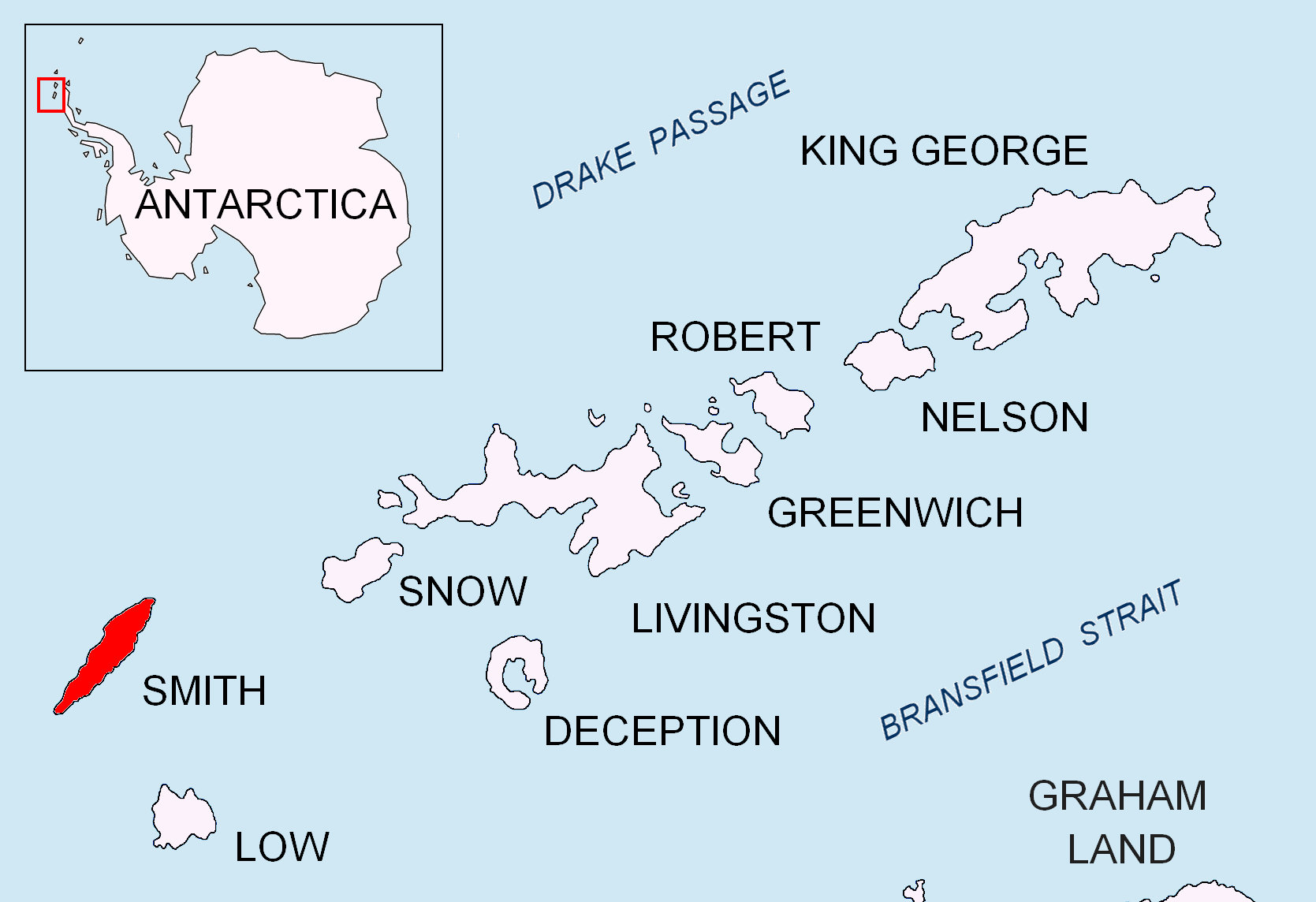

格洛熱內灣（Glozhene Cove）是一个位于南極洲的海灣，地处南設得蘭群島的史密斯島，於史密斯角以西，長0.4公里、寬0.7公里，以保加利亞城鎮命名，現時由南極條約體系管理。